# Signal (UML)
Ein Signal (Signal) ist ein Modellelement in der Unified Modeling Language (UML), einer Modellierungssprache für Software und andere Systeme.
Ein Signal ist die Spezifikation eines Datenpakets, das asynchron zwischen zwei Aktionen ausgetauscht wird. Es wird durch eine  Aktion zum Senden von Signalen (SendSignalAction) verschickt und durch einen  Signalempfänger empfangen.
Ein Signal ist ein Typ. Die Instanz eines Signals, also das konkret kommunizierte Datenpaket, heißt Signalinstanz. Als  Spezialisierung von Classifier kann ein Signal eine Menge von  Attributen besitzen.
Signale können auch in Aktivitätsdiagrammen verwendet werden.

## Notation

Beispiel für ein Signal mit drei Attributen

Die Notation für ein Signal ist ähnlich wie die Notation für eine  Klasse. Das Schlüsselwort «signal» zeigt an, dass es sich um ein Signal handelt.